# Manus (agent AI)
Manus – agent AI opracowany przez startup Monica, z siedzibą w Singapurze. Agent jest przeznaczony do samodzielnego wykonywania złożonych zadań online, bez stałego nadzoru człowieka.
Manus to system zaprojektowany do samodzielnego działania i oparty na dużych modelach językowych Claude 3.5 i Qwen. Eksperci i media uznają go za znaczący krok naprzód, ponieważ potrafi on autonomicznie realizować złożone zadania – w tym tworzyć i wdrażać aplikacje – bez bezpośredniej ingerencji człowieka. Według twórców Manus jest w stanie opracować proste aplikacje internetowe w ciągu 15–80 minut.

## Historia
Oficjalne wydanie platformy Manus nastąpiło 6 marca 2025. Pierwsza runda finansowania została uzyskana od amerykańskiego funduszu VC Benchmark w 2025.
11 lipca konta platformy Manus w chińskich mediach społecznościowych zostały wyczyszczone, a sama platforma stała się niedostępna dla użytkowników w Chinach.